# Deco Keramikfabrik
Deco Keramikfabrik (senare bland annat Torekov Keramik) var ett keramikföretag i Helsingborg.

## Historia
Deco Keramikfabrik startades i Helsingborg i mitten av 1950-talet. Namnet kom ursprungligen från en smidesverkstad som hette Dekorativa Smidesprodukter som tidigare hade övertagits av en av grundarna (Gunnar Andersson). Inledningsvis sålde man prydnadsföremål och nyttoföremål i korg, smide och keramik, ofta i kombination. En stor del av dessa produkter köptes in från andra tillverkare. 
År 1958 bildades aktiebolaget DECO Bosättnings AB med Allan Möllerström som huvudägare samt Gunnar Andersson och Stig Lindell som delägare. Allan Möllerström hade sedan 1940-talet arbetat som försäljare och produktutvecklare på Jie Johnssons keramikfabrik i Gantofta. 
DECO blev nu en renodlad keramikfabrik med egen design och tillverkning. En hyresfastighet köptes in på Östra Vallgatan på Olympia i Helsingborg och i källarlokalerna inrättades produktionsavdelningar för dekoration, glasering och glattbränning. Ett stenkast bort på Hövitsmansgatan hyrde man källarlokaler i en annan bostadsfastighet för gjutning, putsning och skröjbränning. Kontor och lager inrättades i hyrda (och mycket gamla) lokaler på Söder i Helsingborg. 
Inom kort hade man flera tiotal anställda. Produkterna utgjordes av burkar, ugnseldfasta formar och så småningom även servisgods. Man producerade för hand med öppen gjutning, stapelgjutning eller innerdrejning. Lera och glasyrer köptes från Holland. Keramiktypen var lergods, det vill säga innanför glasyren består produkten av ett poröst gods som är genomsläppligt. Så gott som samtliga produkter dekorerades för hand med mönster som framtagits av lokala konstnärer som exempelvis Edvin Jarup och Georg Wide. Serier omfattande såväl uppläggningsfast som servisgods togs fram och fick namn som DECO:s Skånska, DECO:s Franska, Hong Kong, Allmoge etc. Formgivningen gjordes av Allan Möllerström. 

### Flytten till Garanti
I början av 1960-talet blev man trångbodda i källarlokalerna samtidigt som hyresgästerna i bostadshusen blev alltmer störda av tillverkningen. Således köpte man in en fabriksfastighet på Erik Dahlbergsgatan på Tågaborg i Helsingborg. Fastigheten som var byggd i början av 1900-talet hade tidigare inrymt att bageri som hette Garanti vilket också keramikfabriken kom att kallas i dagligt tal. 
Hösten 1962 flyttade man in i de nya lokalerna och man hade nu produktion och administration samlad på ett ställe. Lagret blev dock kvar på Söder. I denna veva minskade efterfrågan på handmålade produkter och burkar. I stället blev enfärgat servisgods i brunt och grönt populärt. 
I mitten av 1960-talet var antalet anställda uppe i cirka hundra stycken. Mot slutet av 1960-talet blev det alltmer uppenbart att både de hantverksmässiga produktionsmetoderna och lergodset som bas för hushållskeramiken, började bli omoderna. Lönekostnaderna ökade och diskmaskinen gjorde sitt intåg i hemmen. Lergodset lämpade sig inte för maskindiskning eftersom en liten skada i glasyren gjorde att godset sög in vatten så att krackelering uppstod. Därför började man att satsa på prydnadsföremål som ett alternativ till att investera i automatiserad produktion och övergång till stengods som inte är poröst och därför lämpar sig för maskindiskning. 

### Deco tar in formgivare
Visserligen tillverkade DECO en del stengods, främst vaser och krus, men inte i någon stor omfattning. Mot slutet av 1960-talet engagerades olika formgivare för att ta fram en kollektion prydnadssaker som ett komplement till servisgodset. Exempel på dessa konstnärer var Henry Hallberg, Karl-Johan Svensson, B Johansson, Ulla Skogh och Kurt Nilsson men den i sammanhanget ojämförligt mest framgångsrika var Rosa Ljung som anställdes 1967. Hon hade en egen keramikverkstad hemma i villan på Tågaborg som låg endast ett par hundra meter från Garanti-fabriken.
Till en början såldes hennes alster i begränsad omfattning men allteftersom samarbetet med Allan Möllerström utvecklades så ökade försäljningen av hennes produkter. Det stora genombrottet kom i början av 1970-talet med hennes italienskinspirerade design med blommor på vita produkter som ofta handdekorerades med lila, grön och/eller brun färg under glasyren. I och med detta så försvann sortimentet av nyttoartiklar nästan helt och avdelningen för handmålning växte på nytt till att få stor omfattning.

### Andra flytten
I mitten av 1970-talet bytte företaget namn till DECO Helsingborgs Keramikfabrik AB. Efterfrågan på Rosa Ljungs produkter ökade så snabbt att produktionskapaciteten i Garanti-fabriken inte räckte till utan under våren 1975 tog man i bruk en ny fabrik för produktion av skröjbränt halvfabrikat. Denna fabrik inrymdes i Nolatos före detta lokaler i Torekov på Bjärehalvön. 
Under 1980 lämnade man de otidsenliga lokalerna i Garantifabriken och flyttade in i en ny fabrik på Gåsebäck i södra Helsingborg. Redan under slutet av 1970-talet möttes produkterna av allt hårdare konkurrens från importerade produkter som producerats i länder med lägre löner. Trots nya produkter framtagna av Rosa Ljung och andra designers (till exempel Christina Fiedler-Praestgaard), så minskade försäljningen och neddragningar av personalstyrkan fick genomföras under början av 1980-talet. Efter ägarbyte 1985 flyttades verksamheten helt till Torekov och företaget bytte namn till Rosa Ljung Keramik AB. Så småningom omvandlades företaget till Torekov Keramik AB som upphörde med sin verksamhet 2010.